# Komatiit
Komatiit je ultramafická výlevná hornina, která je charakteristická extrémně vysokou hořečnatostí. Jedná se o lávu, která byla charakteristická převážně pro archaikum. Svůj název obdržela podle typové lokality u řeky Komati River v Jihoafrické republice, kde se hojně nachází a byla zde od roku 1962 podrobně zkoumána.
Komatiity mají vysoký obsah oxidu hořečnatého, který přesahuje hodnotu 18 % a sahá až k 32 %. Hornina vzniká krystalizací z vysokoteplotních magmat (teploty abnormálně vysoké dosahující 1550 až 1600 °C). Předpokládá se, že pro takto vysoké teploty muselo původní magma vznikat ve velkých hloubkách. Při tuhnutí tvoří láva často polštáře a vlivem rychlého chladnutí povrchu se zde objevuje sklovitá struktura. Typickým znakem komatiitů je také spinifexová struktura, která zdánlivě připomíná stébla australské trávy rodu Spinifex.
Při makroskopickém pohledu se jeví komatiit jako tmavá, černošedá až černozelená hornina se sklovitým povrchem na povrchu lávového proudu a jemnozrnnou strukturou ve vnitřních oblastech. Mimo spinifexovou strukturu se zde často objevují také vyrostlice olivínu a pyroxenu, které mohou dosahovat délky až několika dm.
Příbuznou horninou jsou tzv. boninity.

## Složení
Komatiity jsou obvykle definovány na základě geochemického složení. Z mineralogického hlediska jsou tvořeny hlavně forsteritickým olivínem, kalcitickým a často i chromovým pyroxenem, anortitem a chromitem.
Od ostatních bazických a ultrabazických hornin jako jsou pikrity a ankaramity nebo bazalty s vysokým obsahem hořčíku se komatiity odlišují obsahem MgO, který je v nich vyšší než 18% (při přepočtu na bezvodý základ). Termín komatiit se vztahuje jen na vulkanické, případně hypoabysální horniny, ne na kumulátové horniny. Ve většině (ale ne ve všech) komatiitech se nachází charakteristická spinifexová struktura. Jsou v ní přítomny velké skeletální, jehličkovité nebo dendritické krystaly olivínu nebo pyroxenu, které jsou uloženy v jemnozrnném agregátu klinopyroxenů nebo divitrifikovaném vulkanickém skle. Textura spolehlivě odlišuje komatiity od podobných ultrabazických hornin jako jsou memječity a pikrity. Komatiity se též vyznačují poměrně vysokým poměrem obsahu CaO/Al2O3 (> 1) a velmi nízkým obsahem alkálií (< 0,9% K2O).

## Vznik
Tavenina, z níž vznikaly komatiity dosahovala teplot kolem 1600 °C. V současnosti nejsou známy žádné obdobné výlevy. Na rozdíl od jiných, na hořčík bohatých hornin, nevznikal velký obsah hořčíku v hornině hromaděním krystalů olivínu v bazaltové tavenině s normálním chemismem (jako např. pikrit) ale rychlou krystalizací olivínu z taveniny bohaté na hořčík, čehož důkazem je spinifexová struktura.

## Výskyt
Komatiity se vyskytují zpravidla v oblastech výskytu nejstarší kontinentální kůry v archaických (asi 2,5 miliardy let starých) komplexech, mnohem méně má proterozoické stáří (2,5-2 miliardy let). Příkladem jsou naleziště např. v Jižní Africe, Západní Austrálii či oblasti Ontaria. V poslední době byly komatiity nalezeny ale také na ostrově Gorgona v Karibské oceánské desce, kde bylo jejich stáří určeno do období křídy (asi 90 milionů let).
Nejznámější lokalita, která dala hornině jméno, se nachází v barbertonském zelenokamenovém pásmu ve formaci Komati.